# NGC 6582-1
NGC 6582-1 (другие обозначения — UGC 11146, MCG 8-33-29, ZWG 254.23, KCPG 531A, VV 818, PGC 61510) — галактика в созвездии Геркулес.
Этот объект входит в число перечисленных в оригинальной редакции «Нового общего каталога».